# Eisenbahnwagen der Königlich Württembergischen Staats-Eisenbahnen
Dieser Artikel behandelt die Entwicklung der Eisenbahnwagen der Königlich Württembergischen Staats-Eisenbahnen von ihrer Gründung im Jahr 1843 bis zum Übergang in das Eigentum des Deutschen Reichs im April 1920.

## Geschichte
Bahntechnisch ließen sich die Königlich Württembergischen Staats-Eisenbahnen (K.W.St.E.) bis etwa 1860 nicht – wie die meisten anderen deutschen Länderbahnen – vom englischen, sondern vom US-amerikanischen Vorbild leiten. Bezüglich der Eisenbahnwagen bedeutete dies den Einsatz von Drehgestellwagen und amerikanischen Steifkupplungen. Dieser Weg wurde jedoch durch starke Einflüsse hauptsächlich aus Preußen wieder aufgegeben.

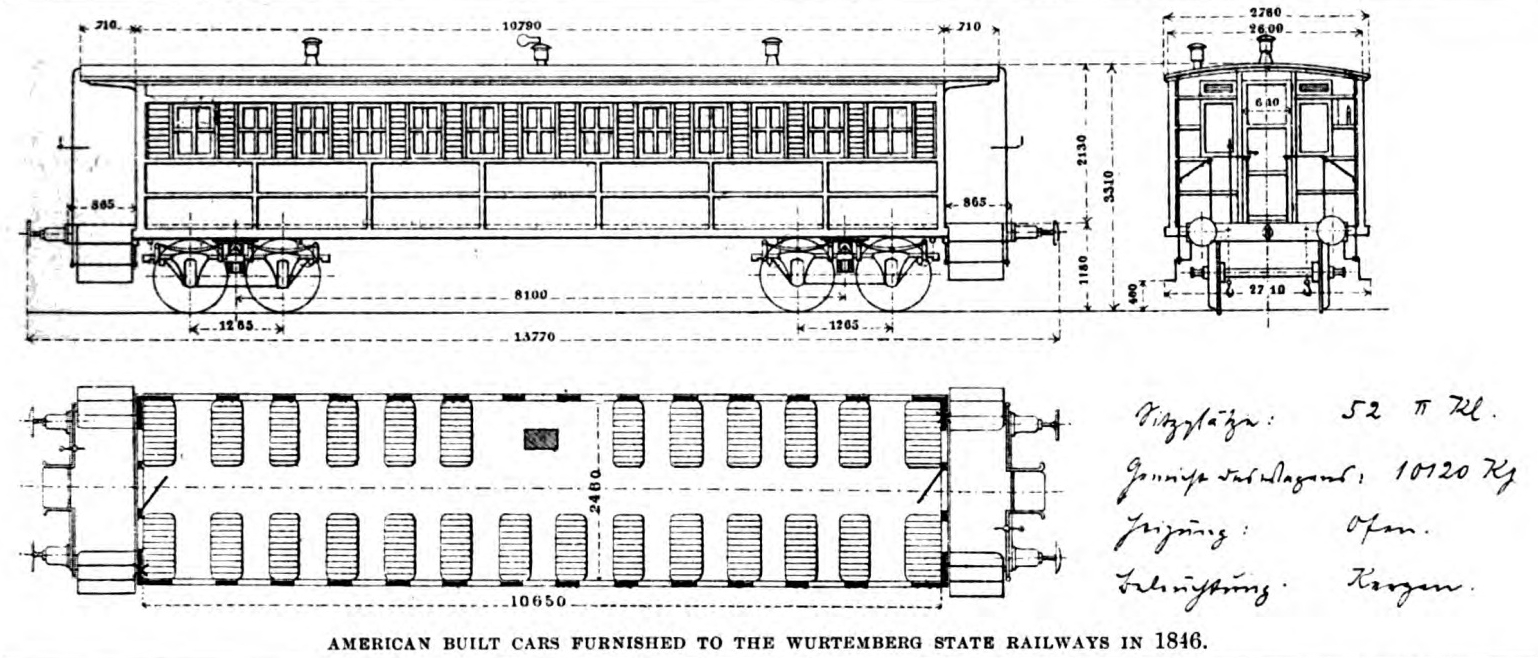
Musterwagen aus den USA, 1846

1845 wurde ein Personenwagen 2. Klasse mit Drehgestellen von der Waggonfabrik Eaton, Gilbert & Cie und ein gedeckter Güterwagen mit Drehgestellen von der Wagenbauanstalt Betts, Pusey & Harlan aus den Vereinigten Staaten importiert. Diese Wagentypen waren dort schon seit mehreren Jahren erfolgreich bei der Baltimore and Ohio Railroad im Einsatz. Auf der Basis dieser Musterwagen entstanden eine Reihe verschiedener Personen- und Güterwagen.
1860 begann man mit der Umstellung auf das Kupplungssystem mit Schraubenkupplung und Seitenpuffern. Noch 1853 waren 56 % der Güterwagen Drehgestellwagen, 1865 waren es nur noch rund 28 %, 1873 bereits unter 10 %. Ab 1861 wurden nur noch zweiachsige Güterwagen in Dienst gestellt.
Personenwagen mit Drehgestellen prägten allerdings während ihrer gesamten Existenz das Bild der Württembergischen Staats-Eisenbahnen. Im Gegensatz zu den üblichen Abteilwagen der anderen Länderbahnen, wurden hier von Anfang an Durchgangswagen mit Mittelgang und offenen, später auch geschlossenen, Endbühnen eingesetzt. Da sich vierachsige Personenwagen für Züge mit geringem Verkehrsaufkommen nicht eigneten, entstanden bereits ab 1846 zusätzlich auch zweiachsige Durchgangswagen. Erst ab 1862 gab es einige zweiachsige Abteilwagen für internationale Schnellzüge nach Bayern und Hessen, ab 1889 auch dreiachsige Abteilwagen mit und ohne seitlichem Verbindungsgang.

## Konstruktive Merkmale
Alle Wagen wurden anfangs komplett aus Holz gefertigt. Ab 1860 kamen eiserne Langträger bei den Fahrgestellen zum Einsatz und ab 1866 wurden diese komplett aus Eisen gefertigt. Bei den Personenwagen aller Klassen war von Anfang eine Beleuchtung vorhanden. Anfangs durch kleine Öllampen, später Stearinkerzen und ab 1883 wurden die ersten Wagen mit Gasbeleuchtung ausgerüstet. Eine Beheizung der Wagen wurde erst ab 1855 eingeführt. Anfangs bekamen nur Wagen der 1. und 2. Klasse einen Holzofen, ab 1868 auch die Wagen der 3. Klasse. Erste Versuche mit Dampfheizung fanden 1871 bei den zweiachsigen Abteilwagen statt. Um 1900 waren bereits alle Wagen beheizt. Zum gleichen Zeitpunkt waren über 87 % aller Personen- und Güterwagen mit Bremsen ausgerüstet.

## Lieferanten der Eisenbahnwagen
Die ersten Wagen wurden bei Wilkens und Co. in Halle gefertigt. Ab Gründung der Maschinenfabrik Esslingen 1846 produzierte dieses Unternehmen die meisten Eisenbahnwagen für die K.W.St.E. Daneben bekamen auch kleinere Wagenbauer, wie die Waggonfabrik Fuchs, Schmieder & Mayer in Karlsruhe und auch die Maschinenbau-Aktiengesellschaft Nürnberg gelegentlich Aufträge. In späteren Jahren wurden auch Wagen bei ausländischen Wagenbauanstalten, wie Baume & Marpent in Belgien oder der Schweizerischen Industriegesellschaft in Auftrag gegeben.

## Entwicklung des Wagenbestandes
| Jahr | Personen- wagen | Gepäck- wagen | Gedeckte Güterwagen | Offene Güterwagen |
| ---- | --------------- | ------------- | ------------------- | ----------------- |
| 1843 | 9               | 9             | 9                   | 9                 |
| 1872 | 564             | 138           | 3743                | 3743              |
| 1894 | 1122            | 326           | 6440                | 6440              |
| 1914 | 2352            | 732           | 7495                | 6410              |
| 1920 | 2442            | 807           | 8717                | 8179              |

Zur Eröffnung der ersten Bahnstrecke standen jeweils neun Personen- und Güterwagen zur Verfügung. 1872 bestand der Wagenpark der K.W.St.E. aus 564 Personenwagen, 138 Gepäckwagen und 3743 Güterwagen. Bis 1. April 1894  erhöhte sich der Bestand auf 1122 Personenwagen, 326 Gepäckwagen und 6440 Güterwagen.
Der Bestand an Wagen am 31. März 1914 setzte sich zusammen aus 2352 Personenwagen, 732 Gepäckwagen, 7495 gedeckten und 6410 offenen Güterwagen. Nach dem Ersten Weltkrieg mussten 286 Personenwagen, 90 Gepäckwagen, 1101 gedeckte und 938 offene Güterwagen an die Alliierten abgeliefert werden. Beim Übergang zur Deutschen Reichsbahn am 31. März 1920 waren 2442 Personenwagen, 807 Gepäckwagen, 8717 gedeckte und 8179 offene Güterwagen vorhanden.

## Kennzeichnung und Farben
| Litera | Wagenart                          |
| ------ | --------------------------------- |
| A      | Personenwagen 1./2.Kl. (4-achsig) |
| B      | Personenwagen 2.Kl. (4-achsig)    |
| C      | Personenwagen 3.Kl. (4-achsig)    |
| D      | Personenwagen 2.Kl. (2-achsig)    |
| E      | Personenwagen 3.Kl. (2-achsig)    |
| F      | Gedeckte Güterwagen (4-achsig)    |
| G      | Offene Güterwagen (4-achsig)      |
| GS     | Rungenwagen (4-achsig)            |
| H      | Gedeckter Güterwagen (2-achsig)   |
| J      | Offene Güterwagen (2-achsig)      |
| K      | Kohlenwagen (2-achsig)            |
| S      | Rungenwagen (2-achsig)            |

Bis etwa 1905 hatten Personen- und Güterwagen vor der Nummer einen sogenannten „Serien-Buchstaben“, bei der K.W.St.E. mit „Litera“ bezeichnet, der die wichtigsten technischen Merkmale eines Wagens kennzeichnete. Ein Vorläufer der späteren Gattungszeichen. Danach übernahm man im Vorgriff auf die Vereinheitlichung des Güterwagenparks der deutschen Länderbahnen und die Gründung des Deutschen Staatsbahnwagenverbandes 1909 die preußischen Bezeichnungen. Auf den Wagen wurde dann nur noch die Nummer angegeben und auch die Farbgebung änderte sich nach 1905 zum preußischen rotbraun, zumindest bei neu beschafften Güterwagen.

### Personenwagen
Gemischtklassige Wagen 1. und 2. Klasse waren olivgrün. Der Bereich der 1. Klasse war mit einer gelben Umrandung gekennzeichnet. Reine 1.-Klasse-Wagen gab es nicht. Wagen 2. Klasse waren gelb und Wagen 3. Klasse braun. Zu einem späteren Zeitpunkt wurden auch die Wagen der 2. Klasse olivgrün gestrichen. Eine 4. Klasse wurde erst 1906 eingeführt und anfangs wurden hier ältere noch brauchbare Wagen der 3. Klasse verwendet. Neubauten bekamen eine graue Lackierung. Anfangs wurde die jeweilige Klasse mit römischen Ziffern in gold auf einem schwarzen Feld angebracht. Mit der Einführung der 4. Klasse erfolgte die Umstellung auf arabische Ziffern, wobei aber nur Neubauten diese neue Beschriftung erhielten. Gepäckwagen waren dunkelgrün lackiert.

### Güterwagen
Güterwagen waren dunkelgrün lackiert und hatten eine weiße Beschriftung. Als Eigentumsmerkmal wurde anfangs die Aufschrift „K.W.St.E.“ auf den Seitenwänden und oft auch an den Stirnseiten angebracht. Zusätzlich war in der Wagenmitte das Wappen Württembergs abgebildet. Ab 1896 waren dann „K.W.St.E.“ oder „Württemberg“ angeschrieben, später nur noch „Württemberg“. Das Wappen wurde nur noch auf in den bahneigenen Werkstätten gebauten Wagen angebracht. Zusätzlich hatten abnehmbare Teile, wie beispielsweise Rungen, eine entsprechende Beschriftung.

## Galerie

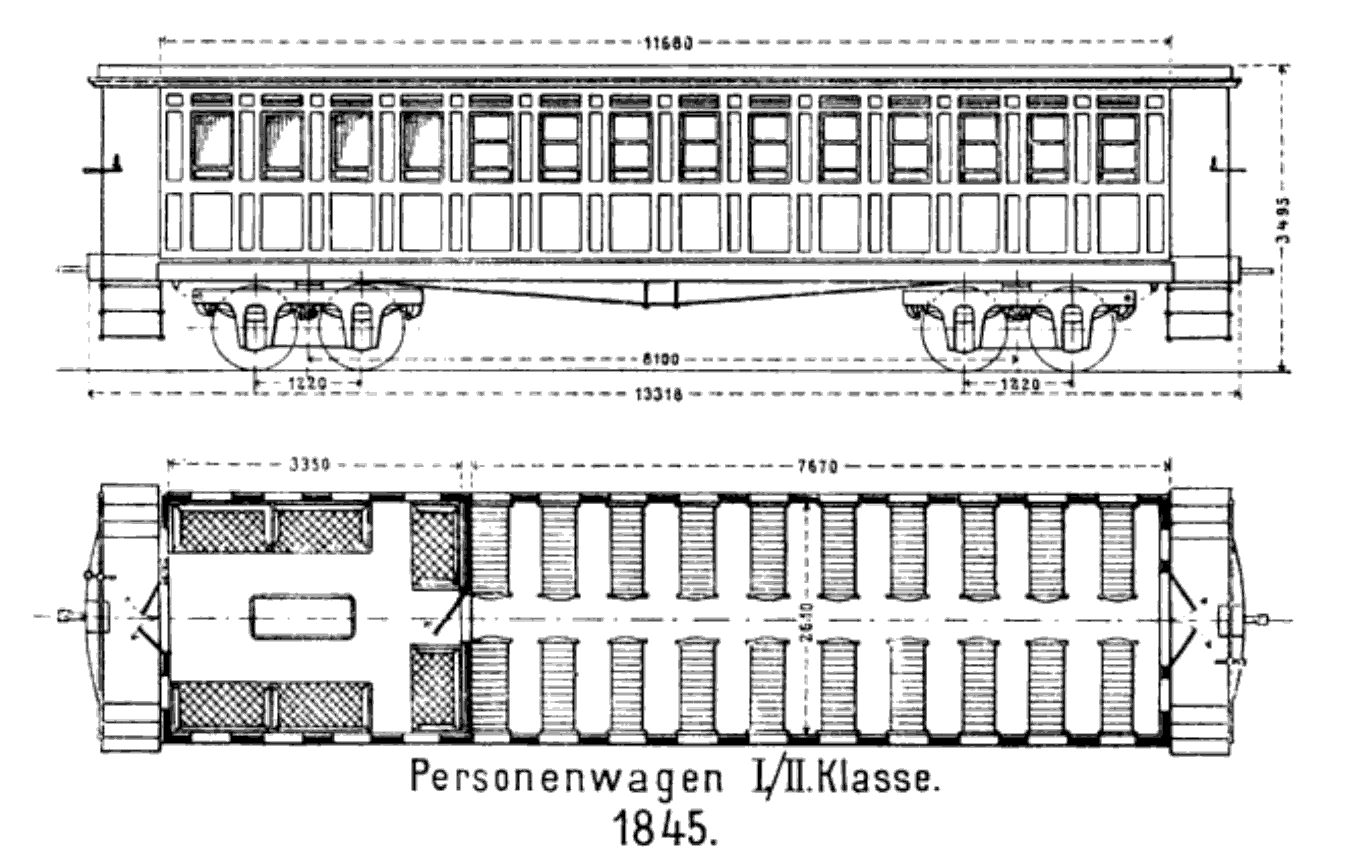
Personenwagen 1. und 2. Klasse von 1845
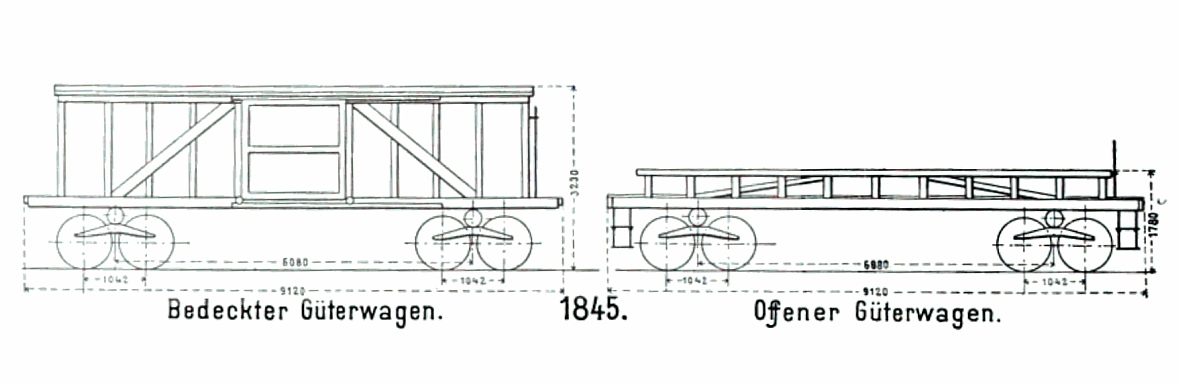
Erste Güterwagen von 1845
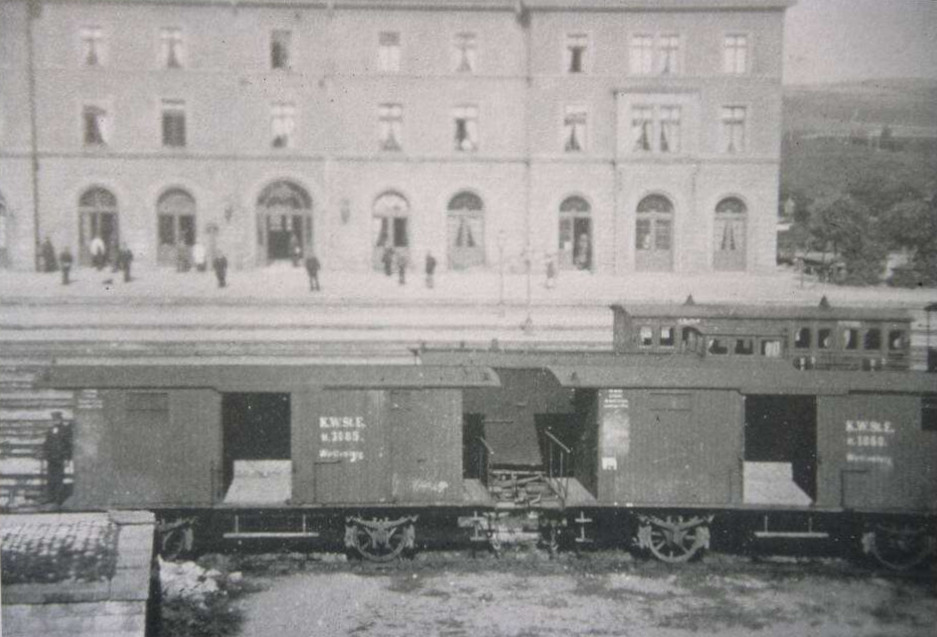
Güterwagen der Gattung H mit der Aufschrift K.W.St.E. um 1875 am Bahnhof Crailsheim
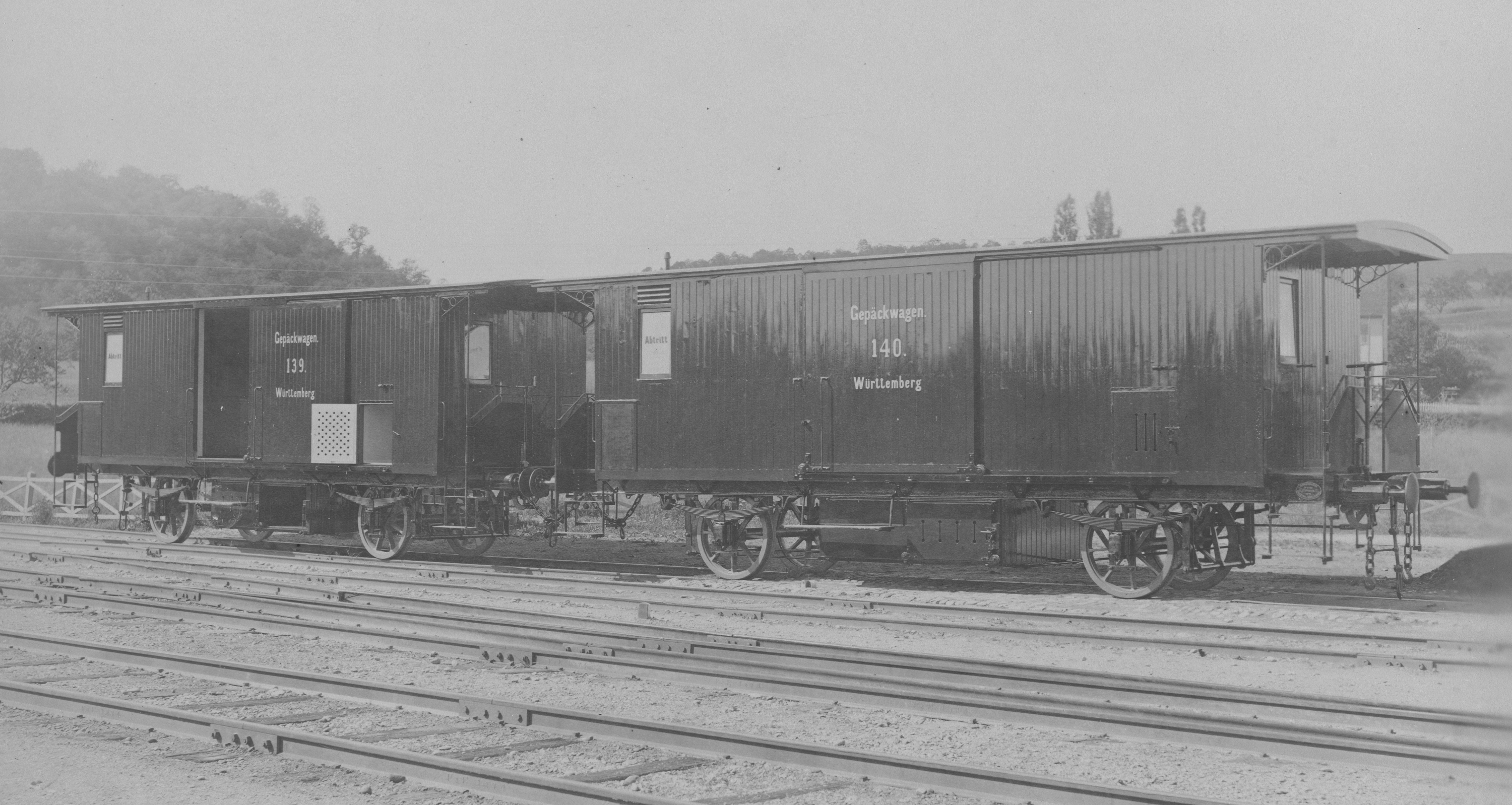
Gepäckwagen 139 und 140, gebaut 1879 bei der Schweizerischen Industrie-Gesellschaft
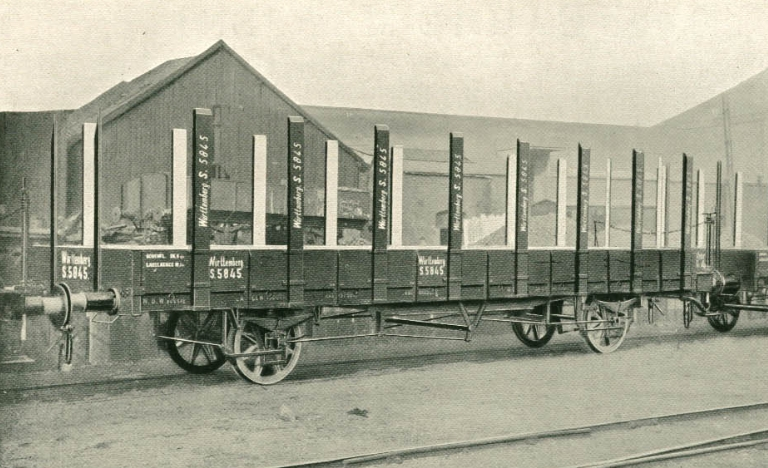
Rungenwagen S 5845 gebaut von Baume & Marpent vor 1905
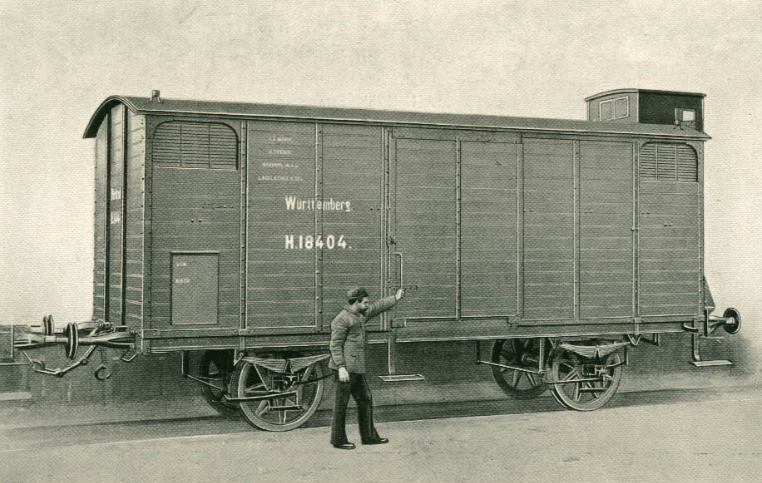
Gedeckter Güterwagen Nr. 18404 der Serie H, in der Beschriftung vor 1905
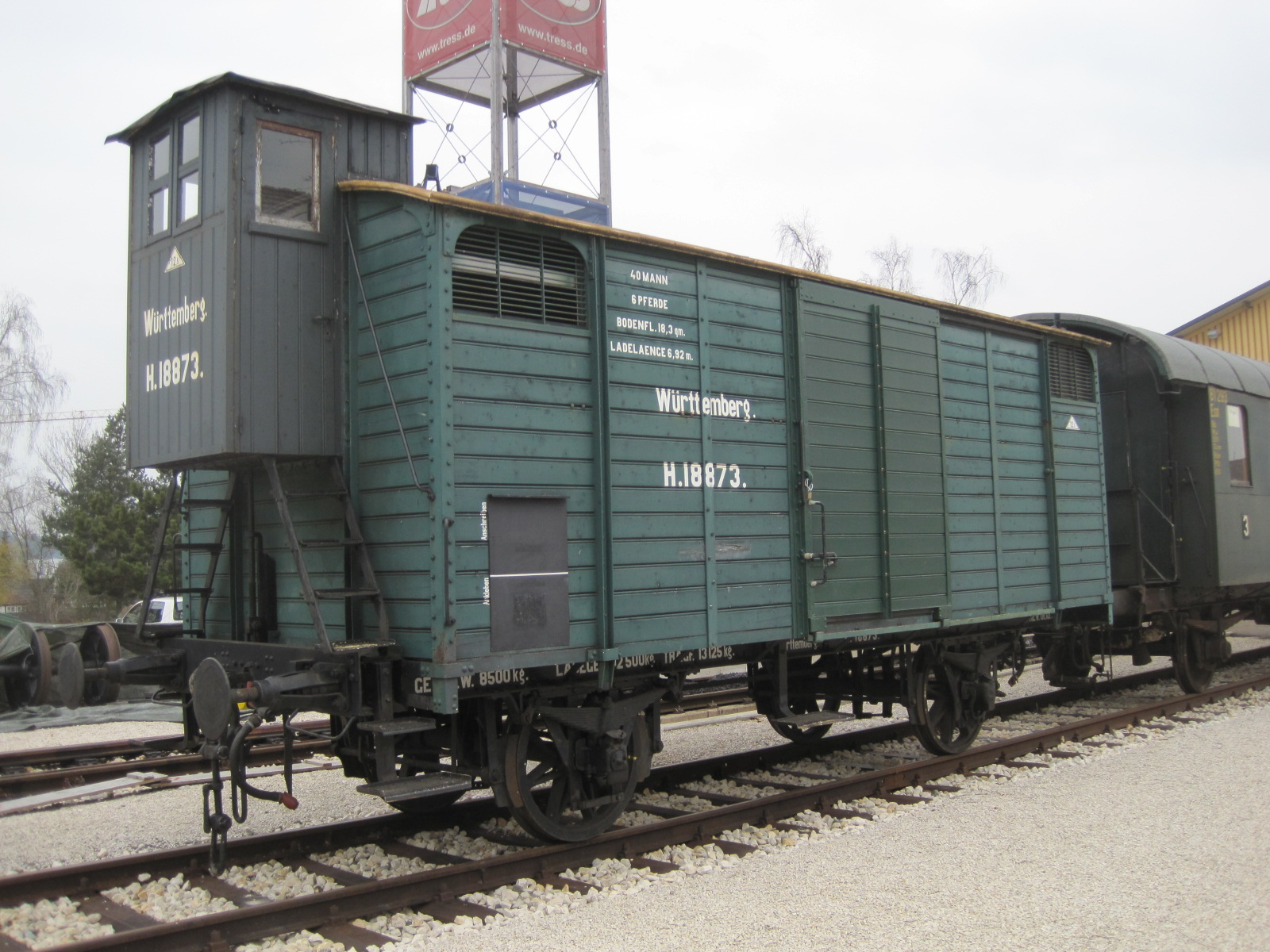
Erhaltener Wagen Nr. 18873 der Serie H, 2012
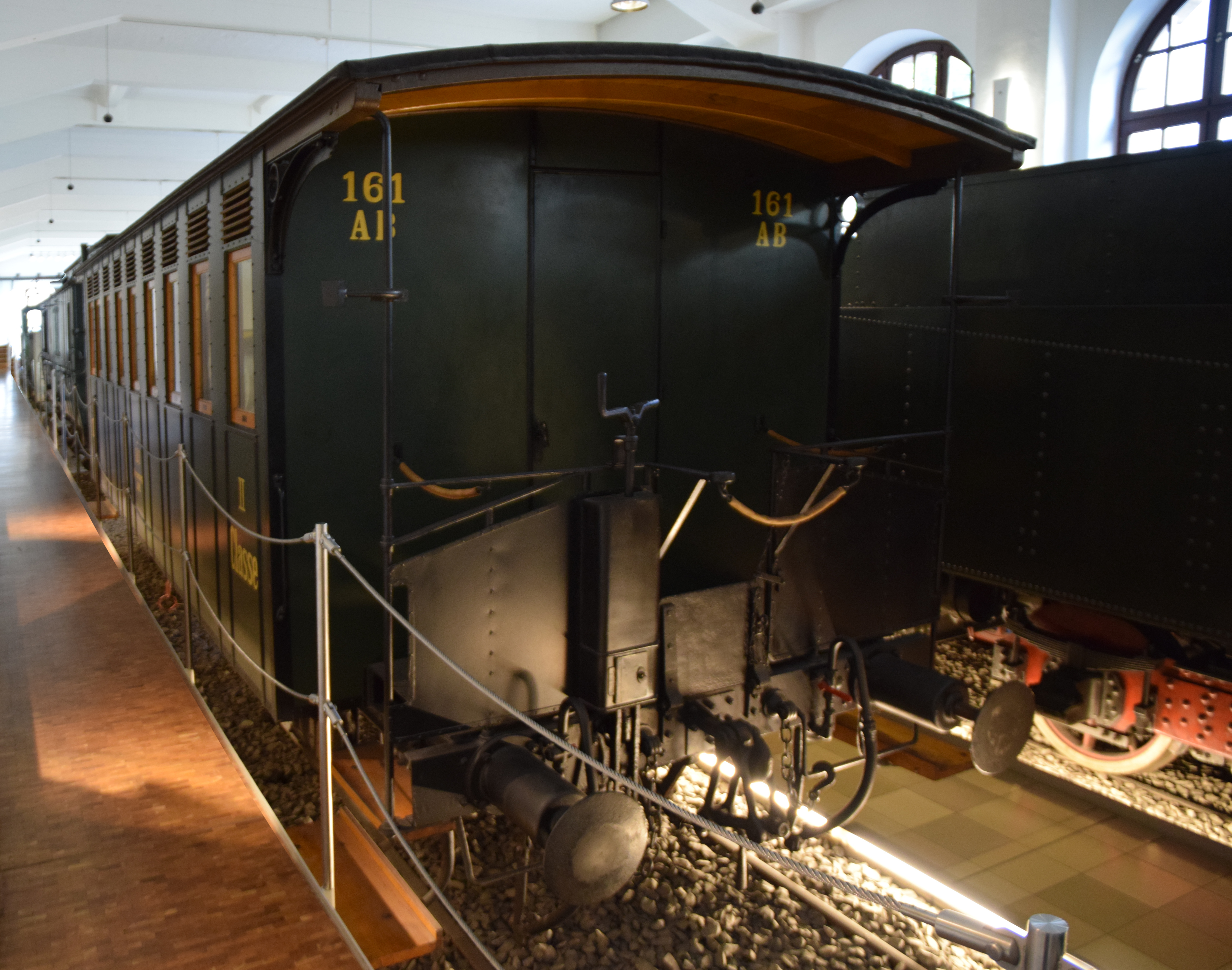
Erhaltener dreiachsiger Personenwagen A 161 im Museum in Nürnberg

## Verbleib der Drehgestell-Wagen nach 1920
Einige alte Drehgestell-Personenwagen aus der Anfangszeit überlebten sogar die Zeit der Deutschen Reichsbahn und waren nach 1945 bei der Deutschen Bundesbahn und der Deutschen Reichsbahn als Bahndienstwagen im Einsatz. Der letzte Wagen wurde in den 1960er Jahren ausgemustert und zerlegt. Eines der Drehgestelle blieb erhalten und befindet sich heute im Besitz des Eisenbahnmuseum Bochum. Es ist das älteste erhaltene Drehgestell Europas. Ein weiteres erhaltenes Relikt ist ein 1858 gebauter Drehgestell-Gepäckwagen, der später in einen Personenwagen umgebaut wurde und sich heute im Eigentum der Gesellschaft zur Erhaltung von Schienenfahrzeugen befindet.
Ebenfalls erhalten ist ein 1868 gebauter dreiachsiger Durchgangswagen der 1./2. Klasse mit Mittelgang. Er steht heute im DB Museum in Nürnberg.

## Ähnliche Drehgestellwagen in der Schweiz

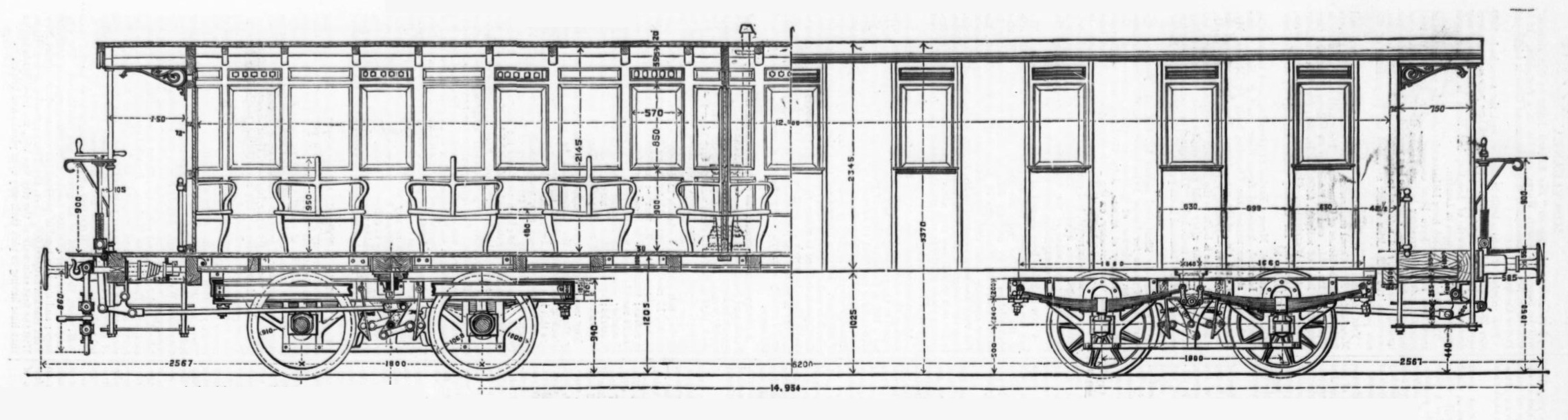
Baureihe C^{4} von 1874 der Gotthardbahn

Sehr ähnliche Wagen, die sich an den Konstruktionen der Drehgestell-Personenwagen der K.W.St.E orientierten, wurden zwischen 1855 und 1892 auch bei der Gotthardbahn, der Jura–Bern–Luzern-Bahn, der Schweizerischen Centralbahn, der Schweizerischen Nordostbahn, der Suisse-Occidentale–Simplon-Bahn, der Tösstalbahn, den Vereinigten Schweizerbahnen und einigen kleineren Gesellschaften in den Dienst gestellt. Am 1. Januar 1882 waren alle schweizerischen Gesellschaften zusammen um Besitz von 1249 Drehgestellwagen. Rund 300 Wagen kamen 1902 noch zu den neu gegründeten Schweizerischen Bundesbahnen (SBB), wo noch 1930 Züge aus solchen Wagen zwischen Winterthur und Wil verkehrten. Die letzten Exemplare verschwanden 1941 aus dem regulären Dienst.